# Trompa
V arhitekturi je trompa ali votli stožec konstrukcija, ki zapolni (ali zaokroži) zgornje kote kvadratnega prostora, tako da omogoča prehod iz poligonalnega tlorisa v okroglino kupole. Druga rešitev tega strukturnega problema je pendantiv ali sferični trikotnik, ki se običajno uporablja v zahodni arhitekturi.

## Konstrukcija
Trompe se lahko oblikujejo z zidom, zgrajenim iz kota v konzolne smeri, tako da vogal diagonalno napolnimo ali tako, da čez vogal postavimo lok ali več nepravih obokov.

## Zgodovina na Bližnjem vzhodu
Kupola v Ardaširjevi palači, sasanidskih kraljev v Firuzabadu v Iranu, je najstarejši ohranjen primer uporabe trompe, ki nakazuje, da je bil ta morda izumljen v Perziji . Po porastu islama so jo na Bližnjem vzhodu uporabljali tako v vzhodni romanski kot v islamski arhitekturi. Še vedno je značilna za islamsko arhitekturo, zlasti v Iranu, pogosto pa so jo pokrivale stalaktitom podobne konzolne strukture, znane kot muqarnas.

## Zgodovina v Zahodni Evropi
Razširila se je na romansko arhitekturo zahodne Evrope. En primer je normanska cerkev San Cataldo iz 12. stoletja v Palermu na Siciliji. Ima tri kupole, vsaka podprta s štirimi dvojnimi trompami. 

## Galerija
- Ardaširjeva palača, Iran (3. st.)
- Stolnica v Odzunu, Armenija (8. st.)
- Mošeja v Kairouanu, Tunizija (iz leta 840)
- Santa Cruz, Castañeda, Španija (12. st.)
- Iltutmišev mavzolej, Delhi, Indija (okoli 1240)
- Mošeja Qila-i-Kuhna, Delhi, Indija (16. st.)